# Сокул (Оструда)
Острудський спортивний клуб «Сокул» Оструда (пол. Ostródzki Klub Sportowy Sokół Ostróda) — польський футбольний клуб з Оструди, заснований у 1945 році. Домашні матчі приймає на Міському стадіоні, місткістю 4 998 глядачів.

## Досягнення
- Третя ліга
  - Переможець (2): 2013/14, 2019/20.